# (612688) 2003 UT292
(612688) 2003 UT292 est un objet transneptunien faisant partie des plutinos. 

## Caractéristiques
(612688) 2003 UT292 mesure environ 200 km de diamètre.